# نیکولا اولیویری
نیکولا اولیویری (انگلیسی: Nikola Olivieri؛ زادهٔ ۱۱ ژانویهٔ ۱۹۸۷) بازیکن فوتبال اهل ایتالیا است.
از باشگاه‌هایی که در آن بازی کرده‌است می‌توان به باشگاه فوتبال کوزنتسا کالچو و باشگاه فوتبال دلفینو پسکارا اشاره کرد.
وی همچنین در تیم ملی فوتبال Italy U20 Serie C بازی کرده‌است.